# SMS Goeben
El SMS Goeben fue un crucero de batalla de clase Moltke de la Armada Imperial alemana  botado en 1911 con el nombre del general de la Guerra Franco-Prusiana August Karl von Goeben. En agosto de 1914 el Goeben fue transferido al Imperio Otomano, renombrado TCG Yavuz Sultan Selim (por el sultán Selim I) y convertido en buque insignia de la Armada Otomana. En 1936 fue renombrado de nuevo como TCG Yavuz y continuó como buque insignia hasta 1950. El buque fue desguazado en 1973; siendo el último buque de la armada imperial alemana en desaparecer, cuando el gobierno alemán rehusó una oferta para conservarlo como buque museo.
El Goeben / Yavuz es considerado como el monocalibre con el período de servicio activo más largo -cercano a los cincuenta años-  hasta su baja en 1960 (en comparación con el USS New Jersey, clase Iowa, que más tiempo ha permanecido en servicio, aunque solo estuvo 21 años en servicio efectivo entre 1943 y 1991).

## La persecución delGoebeny elBreslau
En 1912 la alemana Mittelmeerdivision (División del Mediterráneo) comprendía al Goeben y al crucero ligero SMS Breslau, bajo el mando del almirante Wilhelm Souchon. Cuando comenzó la guerra entre el Imperio austrohúngaro y Serbia el 28 de julio de 1914, el Goeben y el Breslau estaban en Pola, en el Adriático.  Para evitar verse allí atrapado, Souchon se trasladó al Mediterráneo. Cuando el Imperio Alemán declaró la guerra a Francia el 3 de agosto, Souchon se situó frente a las costas de las colonias francesas en el norte de África y bombardeó los puertos de Bône y Philippeville en Argelia.

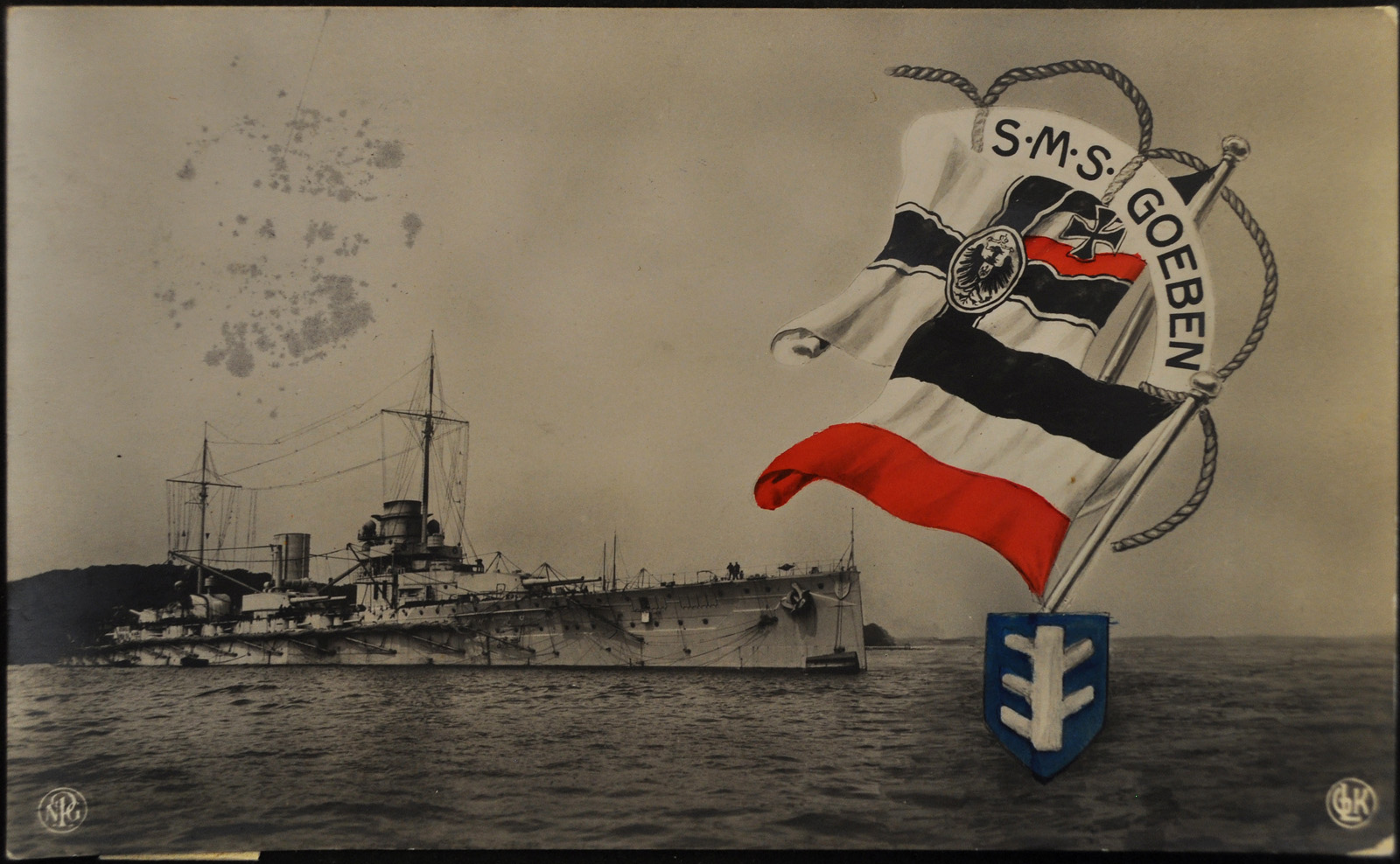
Tarjeta postal del Goeben.

La persecución del Goeben y el Breslau comenzó el 1 de agosto cuando el Primer Lord del Almirantazgo, Winston Churchill, ordenó a la Flota Británica del Mediterráneo, al mando del almirante Sir Berkley Milne, eliminar a los buques alemanes, para evitar que estos interrumpieran el transporte de tropas desde Argelia a Francia. Souchon se deshizo de sus perseguidores que retornaron a Mesina. Las poco claras órdenes recibidas por Milne de que evitara el enfrentamiento con una fuerza superior (referida a la flota austrohúngara) lo inhibieron de intentar interceptar a la escuadra de Souchon.
Souchon intentó llevar sus naves a Constantinopla, un rumbo que los británicos no anticiparon, y cuando aparecieron en el Estrecho de Mesina, únicamente el crucero ligero de clase "Town" HMS Gloucester estaba en posición de perseguirlos. El 7 de agosto, el Gloucester inició un combate con el Breslau y Goeben, en un intento de retrasar la huida de los buques alemanes. El enfrentamiento terminó sin consecuencias en ninguno de los dos bandos cuando se ordenó al Gloucester separarse de los buques alemanes.
Souchon tenía paso libre al mar Egeo, repostó carbón el 9 de agosto y ancló en los Dardanelos el 10 de agosto. Tras algunos días de negociaciones diplomáticas, el Goeben y el Breslau pasaron a través de la barrera de minas que guardaban el estrecho y fueron conducidos a Estambul el 16 de agosto cuando pasaron a formar parte de la armada otomana en una maniobra diplomática que incluyó al Imperio Otomano en la guerra del lado de las potencias centrales. El Goeben fue renombrado Yavuz Sultan Selim  y el Breslau como Midilli. Aunque nominalmente eran buques turcos, siguieron siendo operados por sus tripulaciones alemanas, pero desde ese momento utilizaron el fez como prenda oficial de su uniforme.

## Operaciones en el mar Negro

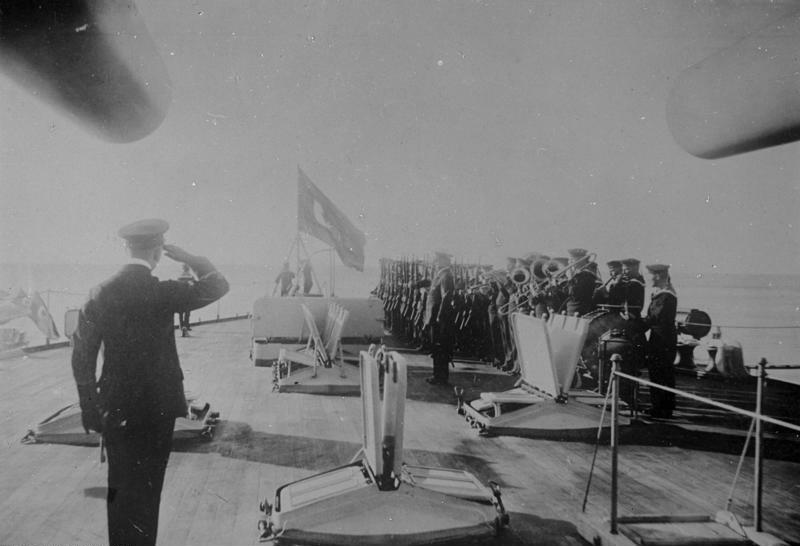
Izado de la bandera otomana a bordo del SMS Goeben.

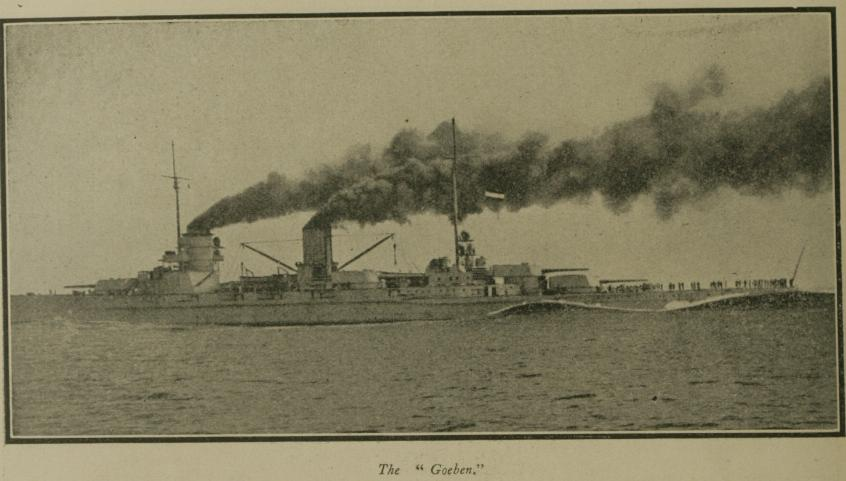
El SMS Goeben durante la Primera Guerra Mundial.

Aunque había firmado un tratado con el Imperio Alemán, el Imperio Otomano no estaba aún en guerra junto a la Entente. Sin embargo, el 28 de octubre de 1914 el Goeben entró en el mar Negro, bombardeó los puertos rusos de Sebastopol y Odesa y destruyó el minador Prut. El 2 de noviembre, Rusia declaró la guerra al Imperio otomano.
Las actividades del Goeben y el Breslau ayudaron a implicar al Imperio otomano en la guerra al lado de las potencias centrales. La contribución militar turca era de escaso valor, pero era importante al negar a Francia y Gran Bretaña una ruta fácil de apoyo a sus aliados rusos (a través de los Dardanelos) y para que Rusia les enviase a ellos grano, una de sus principales fuentes de divisas. Combinado con el bloqueo alemán del Báltico, lo que dejó a Rusia prácticamente aislada, si exceptuamos las rutas difíciles y subdesarrolladas a través de Arcángel y Vladivostok. Esto, junto a las dificultades de suministro del ejército ruso, debilitó sustancialmente a Rusia como socio militar de los aliados.
La presencia del Goeben en particular fue el mayor obstáculo a los planes de Rusia en el mar Negro. En 1914, todos los acorazados rusos de la Flota del mar Negro eran pre-dreadnoughts. Antes de la llegada del Goeben, dominaban el mar Negro y se estaba estudiando un desembarco en el Bósforo. La llegada del Goeben cambió drásticamente la situación, e incluso las costas rusas fueron bombardeadas, obligando a la armada rusa a defenderse con todas las fuerzas disponibles, ya que una fuerza menor podría haber sido derrotada por el Goeben.
Un golpe decisivo en el Bósforo habría dejado fuera de combate al Imperio Otomano y evitado, cuando menos, la victoria estratégica otomana en la batalla de Galípoli, y posiblemente hubiera cambiado el curso de la Primera Guerra Mundial. La presencia del Goeben lo evitó efectivamente.
El Goeben no jugó un papel activo en la contención de las fuerzas navales aliadas en la campaña de operaciones aliadas en los Dardanelos, pero continuó operando en el mar Negro hasta 1918. El 18 de noviembre de 1914 el Goeben persiguió a los acorazados rusos pre-Dreadnought:  Tri Sviatitelia, Rostislav, Panteleimon, Ioann Zlatoust y el buque insignia de la fuerza del mar Negro, el Evstafii. Tuvo contacto con la escuadra rusa a las 12:10 h. Durante el siguiente intercambio de fuego, sufrió un impacto de 305 mm (12”), que mató a 13 hombres e hirió a otros 3. El Goeben impactó en cuatro ocasiones en el Evstafii, tras lo cual se retiró gracias a su superior velocidad. El 26 de diciembre el Goeben chocó contra dos minas a la entrada del Bósforo y embarcó unas 2.000 toneladas de agua, quedando algunos meses fuera de servicio.
En abril de 1915 hundió dos mercantes rusos. El 10 de mayo, en un nuevo encuentro con pre-dreadnoughts rusos, el Goeben recibió tres impactos de 305 mm (12”), sin que estos tuvieran consecuencias. El 14 de noviembre, el submarino ruso Morz realizó un ataque fallido contra el Goeben.
A finales de 1915 la Flota rusa del mar Negro dio de alta dos acorazados tipo dreadnoughts de la clase Imperatritsa Mariya, superior al Goeben en términos de artillería (12 cañones de 305 mm contra 10 cañones de 280 mm del Goeben), pero inferiores en velocidad (21 nudos frente a 24 del Goeben, inferiores a sus teóricos 28 tras las reparaciones turcas). El Goeben mantuvo dos enfrentamientos inconclusos con estos dos barcos durante 1916.
El primero, el 7 de enero de 1916, el Goeben luchó contra el acorazado Imperatritsa Ekaterina Velikaya durante 11 minutos, con el Goeben usando su superior velocidad para escapar. A comienzos de julio de 1916, durante otro intento de bombardeo de los puertos rusos, se encontró de nuevo con una fuerza rusa superior, que incluía al Imperatritsa Ekaterina Velikaya, pero debido a los errores de los comandantes rusos pudo escapar de nuevo. La aparente superioridad de los pesados acorazados rusos restringió las operaciones del Goeben en el mar Negro.

## Imbros
Tras la campaña de los Dardanelos, los británicos habían mantenido una flotilla en el Egeo esperando que los Goeben y Breslau hicieran una salida. El 10 de enero de 1918 los dos buques aparecieron en los Dardanelos y encontraron a los buques británicos cerca de la isla de Imbros. Desafortunadamente para los británicos, los dos únicos buques capaces de contener al Goeben – los acorazados pre-Dreadnought HMS Agamemnon y HMS Lord Nelson – estaban ausentes, y la fuerza restante consistía en destructores y monitores. En la consiguiente batalla, los monitores M28 y HMS Raglan fueron hundidos. A continuación, los buques turcos se adentraron en un campo de minas; el Breslau se hundió inmediatamente, pero el Goeben, que impactó con tres minas, consiguió volver a los Dardanelos, donde fue encallado en el estrecho. Los británicos intentaron bombardearlo repetidamente, pero el Goeben sobrevivió y consiguió ser reflotado el 26 de enero, volviendo a Estambul.

## Últimos servicios

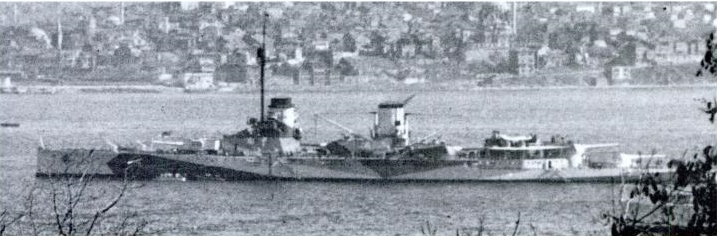
El Yavuz en Estambul (1946).

El Goeben, como Yavuz Selim (hasta 1936) y después simplemente Yavuz, continuó en activo con la armada turca hasta después de la Segunda Guerra Mundial. Por sus daños de guerra, permaneció inactivo hasta que comenzaron las reparaciones en 1926. Las reparaciones terminaron en 1930, fecha en la que de nuevo fue dado de alta. En 1938 transportó los restos del fundador de la actual Turquía, Mustafa Kemal Atatürk, desde Estambul hasta el puerto de Izmit.
Prácticamente sin cambios en su configuración de la Primera Guerra Mundial y con sus calderas de carbón, se le dio el numeral OTAN 370 en 1952, aunque seguía en uso, pero desde 1948 solo se utilizaba para labores de representación. En 1954 el Yavuz fue puesto en reserva.
El gobierno de Alemania Occidental intentó comprar el buque en 1963, pero Turquía desestimó la oferta. Más tarde, el gobierno turco cambió de opinión y puso el buque en venta en 1966. Pero el clima político en la Alemania Occidental a finales de los 60, principios de los 70, no era favorable especialmente para un símbolo del pasado imperial. El Yavuz fue finalmente vendido en 1971 y tomado a remolque el 7 de junio de 1973. El último de los cruceros de batalla, y único superviviente de este tipo de buques, fue desguazado entre julio de 1973 y febrero de 1976.
El buque también se convirtió en una especie de icono popular entre la población turca, y aún se pueden observar fotos del buque en las paredes de las cafeterías por todas las pequeñas ciudades de Turquía. Los turcos le tienen un gran respeto por haber trasladado los restos de Mustafa Kemal Atatürk hasta Izmit 1938.